# Thomas Prickett
Sir Thomas Other Prickett KCB DSO DFC (* 31. Juli 1913 in Lindfield, Sussex; † 23. Januar 2010) war ein britischer Luftwaffenoffizier der Royal Air Force, der zuletzt im Range eines Generals (Air Chief Marshal) zwischen 1968 und 1970 Vertreter der Luftstreitkräfte für Beschaffung und Organisation (Air Member for Supply and Organisation) im Luftwaffenausschuss (Air Force Board) des Verteidigungsministeriums war. Während des Zweiten Weltkrieges war er ein bekannter Pilot von Avro Lancaster-Bombern, der für seine militärischen Verdienste mit dem Distinguished Flying Cross (DFC) sowie dem Distinguished Service Order (DSO). Während der Suezkrise fungierte er als Chef des Stabes der Lufteinsatzverbände für die Operation Musketeer, die militärische Operation im Suezkrieg.

## Leben

### Pilotenausbildung und Zweiter Weltkrieg
Prickett absolvierte seine schulische Ausbildung am renommierten Haileybury and Imperial Service College und begann nach dessen Abschluss 1932 seine berufliche Laufbahn als stellvertretender Leiter einer Zuckerrohrplantage von Begg Sutherland Ltd in Britisch-Indien, deren Manager er bald darauf wurde. Während seines Aufenthalts in Indien diente er als Freiwilliger bei den Bihar Light Horse, einer Kavalleriereserveeinheit der Britisch-Indischen Armee. Nach seiner Rückkehr nach Großbritannien trat er am 9. Januar 1938 als Zeitsoldat (Short Service Commission) in die Royal Air Force ein und begann zwei Wochen später am 22. Januar 1938 seine fliegerische Ausbildung an der Flugausbildungsschule 1 (No. 1 Flying Training School RAF) auf dem Militärflugplatz RAF Netheravon. Danach besuchte er ab dem 23. Oktober 1938 einen Ausbilderlehrgang an der Central Flying School (CFS) und erhielt zwei Tage später am 25. Oktober 1938 seine Beförderung zum Leutnant (Pilot Officer).
Zwei Monate später übernahm Prickett am 23. Dezember 1938 eine Tätigkeit als Fluglehrer QFI (Qualified Flying Instructur) an der No. 5 Flying Training School RAF und wurde am 25. April 1940 auch zum Oberleutnant (Flying Officer) befördert. Nachdem er zeitweise Fliegerischer Kommandeur einer Militärflugschule in Südrhodesien war, wurde er 1941 Pilot in der No. 148 Squadron RAF und dort am 25. April 1941 zum Hauptmann (Flight Lieutenant) befördert. Aufgrund der wachsenden Nachfrage an Piloten wurde während des Zweiten Weltkrieges bereits 1941 das British Flying Training School Program (BFTSP) ins Leben gerufen, das die Gründung von sieben Flugausbildungsschulen auf dem Gebiet der USA vorsah. Im Juli 1942 wurde er daraufhin Leitender Flugausbilder SFI (Senior Flying Instructor) an der No. 5 British Flying Training School RAF in Clewiston im US-Bundesstaat Florida. Für seine dortigen Verdienste wurde ihm am 6. Oktober 1942 das Distinguished Flying Cross (DFC) verliehen.
Nach seiner Rückkehr nach Großbritannien wurde Prickett im April 1943 Fliegerischer Kommandeur der mit schweren Bombern vom Typ Avro Lancaster ausgerüsteten No. 103 Squadron RAF auf dem Luftwaffenstützpunkt RAF Elsham Wolds. Aufgrund seiner militärischen Leistungen und Verdienste in dieser Einheit wurde er am 24. September 1943 mit dem Distinguished Service Order (DSO) ausgezeichnet. Im Oktober 1943 kehrte er jedoch in die USA zurück und gehörte bis Kriegsende zur Vertretung der RAF in Washington, D.C.

### Stabsoffizier in der Nachkriegszeit
Nach dem Ende des Zweiten Weltkrieges war Prickett erst als Flugausbilder tätig und absolvierte danach eine Umschulung als Pilot für Strahlflugzeuge. Am 26. März 1946 wurde er als Berufssoldat (Permanent Commission) im Dienstgrad als Major (Squadron Leader) in die Royal Air Force übernommen, wobei Einstellung und Dienstgradeinweisung zunächst auf den 1. September 1945 sowie später am 25. Februar 1947 noch einmal auf den 1. Januar 1944 zurückdatiert wurden. Am 1. Juli 1947 wurde er zum Oberstleutnant (Wing Commander) befördert, wobei auch diese Beförderung auf den 1. Oktober 1946 zurückdatiert wurde. Nach zwischenzeitlichen anderen Verwendungen in der RAF wurde er 1949 Kommandeur (Commanding Officer) des Luftwaffenstützpunktes RAF Tangmere. Am 8. Dezember 1951 wechselte er als Offizier für Operationen und Ausbildung in den Stab der Luftstreitkräfte im Mittleren Osten MEAF (Middle East Air Force) und erhielt dort am 1. Juli 1952 seine Beförderung zum Oberst (Group Captain). Im Anschluss ging er in die Bundesrepublik Deutschland zur RAF Germany, wo er seit Juni 1954 Kommandeur (Station Commander) des Luftwaffenstützpunktes RAF Jever war.
Nach Beendigung seiner Verwendung in Deutschland begann Prickett einen Stabslehrgang am Imperial Defence College in London. Dieser Lehrgang wurde jedoch verkürzt, da er während der Suezkrise ab August 1956 Chef des Stabes der von Air Vice Marshal Denis Barnett kommandierten Lufteinsatzverbände für die Operation Musketeer, die militärische Operation im Suezkrieg. Zu seinem Stab, den er am 21. Oktober 1956 im Hauptquartier auf Zypern bezog, gehörten mehrere Lehrgangskameraden des Imperial Defence College. Zum Ende des Konflikts übernahm er am 23. Dezember 1956 die Funktion als Leiter der Einsatzbesprechungen des Luftwaffenstabes (Air Staff Briefing) und wurde am 13. Juni 1957 Companion des Order of the Bath (CB). Anfang 1958 wurde er Leiter der Abteilung Grundsatzpolitik im Luftwaffenstab sowie im Anschluss am 8. Mai 1958 als Senior Air Staff Officer (SASO) Chef des Stabes der No. 1 Group RAF. Dort erfolgte am 1. Juli 1958 seine Beförderung zum Air Commodore.

### Aufstieg zum Air Chief Marshal
Nach seiner Beförderung zum Generalmajor (Air Vice Marshal) am 1. Juli 1960 wurde Prickett am 7. Dezember 1960 Assistierender Chef des Luftstabes für Operationen (Assistant Chief of Air Staff (Operations)). Danach war er seit dem 4. Februar 1963 Assistierender Chef des Luftwaffenstabes für Grundsatzpolitik und Grundsatzplanung (Assistant Chief of Air Staff (Policy & Planning)), ehe er am 25. September 1964 Nachfolger von Air Chief Marshal Denis Barnett als Oberkommandierender der Luftstreitkräfte im Nahen Osten NEAF (RAF Near East Air Force) wurde. Er war in Personalunion Kommandeur der britischen Streitkräfte auf Zypern BFC (British Forces Cyprus) sowie zusätzlich Leiter der Verwaltung der Militärbasen auf Zypern SBAA (Sovereign Base Areas Administration). Während dieser Zeit wurde er am 12. Juni 1965 zum Knight Commander des Order of the British Empire (KCB) geschlagen und führte seither den Namenszusatz „Sir“. Darüber hinaus erfolgte am 1. Januar 1966 seine Beförderung zum Generalleutnant (Air Marshal). Auf den Posten als Oberkommandierender der NEAF, Kommandeur der BFC sowie als Administrator der SBAA folgte ihm am 21. November 1966 Air Vice Marshal Edward Gordon Jones.
Prickett selbst wurde am 27. Januar 1967 Nachfolger von Air Chief Marshal Kenneth Cross als Kommandierender General AOC-in-C (Air Officer Commanding in Chief) des Lufttransportkommandos (RAF Transport Command), das am 1. August 1967 in Luftunterstützungskommando (RAF Air Support Command) umbenannt wurde. In dieser Funktion folgte ihm am 1. Juli 1968 Air Marshal Lewis Hodges.
Daraufhin folgte Prickett am 14. September 1968 Air Marshal Charles Broughton als Vertreter der Luftstreitkräfte für Beschaffung und Organisation (Air Member for Supply and Organisation) im Luftwaffenausschuss (Air Force Board) des Verteidigungsministeriums. In dieser Verwendung wurde er am 1. Mai 1969 zum General (Air Chief Marshal) befördert und schied am 1. Oktober 1970 auf eigenen Wunsch aus dem aktiven militärischen Dienst aus. Sein Nachfolger als Air Member for Supply and Organisation wurde daraufhin zwei Monate später am 1. Dezember 1970 Air Marshal Neil Wheeler.
Nach seinem Eintritt in den Ruhestand wechselte Prickett 1970 in die Wirtschaft und war bis 1978 Direktor von Goodwood Estates sowie zugleich Geschäftsführender Direktor von Goodwood Terrena Ltd. Er war zwei Mal verheiratet. Aus seiner ersten, 1942 geschlossenen Ehe mit der US-Amerikanerin Betty Prickett gingen ein Sohn und eine Tochter hervor. Ein Jahr nach dem Tod seiner ersten Frau heiratete er 1985 in zweiter Ehe Shirley Westerman.